# Kézdiszék
Kézdiszék a hét ősi székely szék egyike volt. 1562-ben egyesült Háromszék néven Sepsiszékkel és Orbaiszékkel.
A történelmi Háromszék illetve a mai Kovászna megye északkeleti részén terült el. Székhelye Kézdivásárhely volt, mely ma egyetlen városa, valamint kulturális, politikai és gazdasági központja is.

## Kézdivásárhely

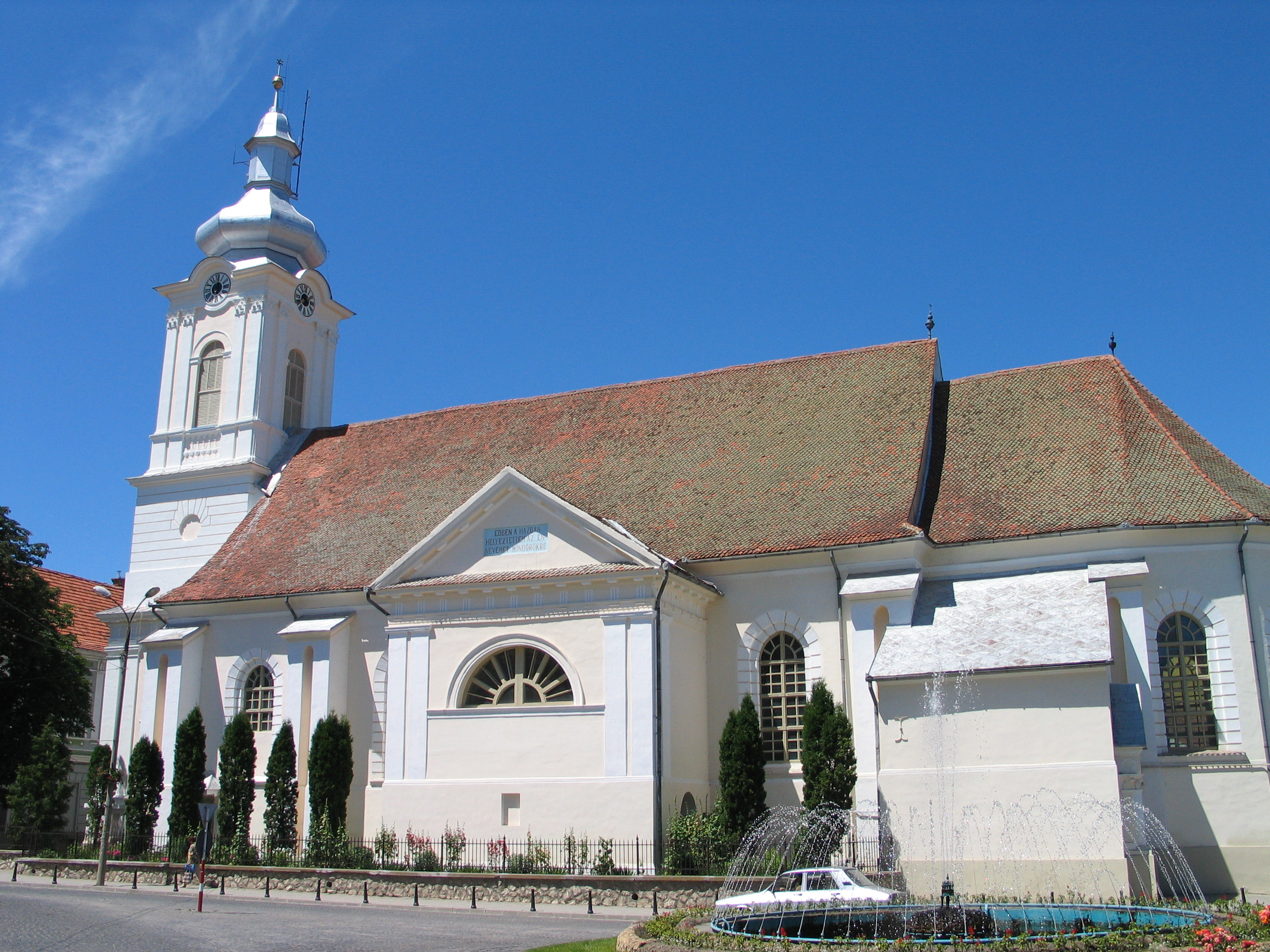
A református templom

A Kárpát-medence legkeletibb magyar többségű városa, az egykori Kézdiszék központja. 1849-ben Kantával egyesült, 1949-ben Kézdioroszfalut csatolták hozzá. Ma Nyújtód és a hozzácsatolt Kézdisárfalva és Kézdiszászfalu is hozzátartozik.
Már a rómaiak idején Praetoria Augusta nevű település volt itt. A város keleti teraszain bronzkori, 3. századi telep, valamint 7. századi település nyomai kerültek elő. A római kortól folyamatosan vásáros település volt, melyet az Ojtozi-szoros felőli betörések időnként pusztítottak. A középkorban újra vásáros hely lett, majd 1427-ben Zsigmond király Torjavására néven királyi várossá tette. 1567-ben már jelentős város Kézdivásárhely néven. Az 1834. évi nagy tűzvészben 558 házból 421 leégett. Az 1848-49-es szabadságharcban a székelyek védelmi központja, itt öntötte ágyúit Gábor Áron, szobra 1971-óta a főtéren áll. 1910-ben 5892 lakosa volt, túlnyomóan magyarok. A trianoni békeszerződésig Háromszék vármegye Kézdi járásához tartozott.

Kézdivásárhely